# О’Грэйди, Десмонд
Де́смонд Майкл О’Грэ́йди (англ. Desmond Michael O'Grady; 11 декабря 1929, Мельбурн, Австралия — 26 августа 2014) — австрало-итальянский журналист, писатель и драматург.

## Биография
Десмонд О’Грэйди родился 11 декабря 1929 года в Мельбурне. Он был вторым и последним ребёнком в семье Уинифред О’Грэйди (в девичестве Кирнан) и Эдварда О’Грэйди, служившего в ВМС Австралии. Начальное и среднее образование Десмонд получил в католической школе в Мельбурне. В детстве он увлекался лёгкой атлетикой, теннисом и крикетом, выиграл несколько любительских теннисных турниров. В 1953 году окончил факультет искусств Мельбурнского университета. Затем в течение двух лет преподавал английскую литературу и историю в средней школе.
В 1955 году О’Грэйди отправился в Италию, где изучал итальянский в университете в Перуджи. Получив диплом по итальянскому языку, работал в Американском католическом иммиграционном агентстве в Риме, где проводил собеседования с беженцами из Восточной Европы. В 1957 году женился на итальянке и в том же году вместе с ней переехал в Мельбурн, где сначала работал в Австралийском иммиграционном департаменте, а затем начал карьеру журналиста. Несколько лет проработал литературным редактором во влиятельном австралийском журнале The Bulletin. В 1960 году снялся в эпизодической роли в фильме Федерико Феллини «Сладкая жизнь». 
В 1962 году вместе с женой и сыном (родившимся в 1958 году) О’Грэйди переехал в Рим, где занялся писательской и журналистской деятельностью. Его приезд в итальянскую столицу совпал с началом Второго Ватиканского собора. О’Грэйди воспользовался возможностью и освещал ход Собора для ряда крупных англоязычных изданий. Когда в 1964 году в США была основана католическая газета National Catholic Reporter, О’Грэйди стал её первым корреспондентом в Ватикане. В последующие годы О’Грэйди освещал деятельность Ватикана также для таких изданий как The Washington Post, Our Sunday Visitor и The Tablet. О’Грэйди также регулярно публиковался в таких австралийских газетах как Sydney Morning Herald, The Australian и The Age.
О’Грэйди был автором 14 книг: романов, сборников рассказов и биографий. Некоторые из его книг были переведены на другие языки.

## Избранная библиография
- Eat from God’s Hand, Chapman, London 1965; St Paul, New York 1967.
- A Long Way from Home. Cheshire, Melbourne 1966
- Deschooling Kevin Carew, Wren, Melbourne 1974
- Valid for All Countries, UQP, Brisbane 1979
- Raffaello! Raffaello! Hale & Iremonger, Sydney 1983
- Caesar, Christ and Constantine, OSV Huntington 1991[1]
- Correggio Jones and the Runaways, CIS, Melbourne 1995
- The Turned Card — Christianity Before and after the Wall, Loyola, Chicago, 1997[2]
- Rome Reshaped, Continuum, New York 1999[3]
- Beyond the Empire, Crossroad, New York 2001
- Stages of the Revolution: A Biography of Raffaello Carboni of the Eureka Stockade. HardieGrant, Melbourne 2004[4]
- The Sibyl, the Shepherd and the Saint. Rome 2007
- Dinny Going Down. Arcadia Melbourne 2007
- Tuscany Antipodean-Style Florence 2010
- A Word in Edgeways Melbourne 2010